# Quella buia notte di settembre
Quella buia notte di settembre (A Guilty Thing Surprised) è un romanzo poliziesco della scrittrice britannica Ruth Rendell, il quinto dedicato alla serie dell'Ispettore Wexford. Pubblicato per la prima volta nel 1970, in Italia è uscito nel 1985, nella collana Il Giallo Mondadori con il numero 1904.

## Trama
I coniugi Nightingale una sera, come tante altre volte, hanno giocato a bridge con Denys Villiers, fratello minore di Elizabeth, e Georgina, moglie di Denys. La serata si conclude alle 10,30 circa e gli ospiti tornano a casa, in un villino raggiungibile in dieci minuti di automobile. Il padrone di casa si ritira nella sua camera, mentre la moglie esce a passeggiare in giardino, quindi prosegue in un bosco vicino alla loro proprietà. Il mattino seguente, all'alba, il giardiniere Will Palmer trova la donna nel bosco, priva di vita: qualcuno l'ha colpita con furia e ripetutamente alla testa.
L'intervento della polizia, per quanto immediato, porta in luce solo la complessità di rapporti tra le persone che vivono a Myfleet Manor (così si chiama la proprietà dei Nightingale). Un giardiniere, Palmer, aveva acceso un falò la sera prima per smaltire l'erba tagliata e qualcuno potrebbe averne approfittato per bruciare indumenti sporchi di sangue; il secondo giardiniere, Sean Lowell, aspira a diventare cantante ed è stato incoraggiato da Elizabeth; la ragazza alla pari, Katje, non nasconde di avere una relazione con Quentin Nightingale; infine, per bontà del cognato, Denys Villiers lavora in una dipendenza di Myfleet Manor (dove passa il tempo a scrivere) e questo benché sia ai ferri corti con la sorella.
Grazie a un conoscente, il professor Lionel Marriott, Wexford apprende varie notizie: i fratelli Elizabeth e Denys, rimasti orfani durante un bombardamento, erano vissuti separati, a tutto vantaggio del ragazzo, divenuto insegnante di lingue classiche e scrittore autorevole sulle opere del poeta Wordsworth. Invece Elizabeth, rimasta a Kingsmarkham, era addirittura stata ritirata dalla scuola e aveva fatto lavori impiegatizi, finché, sposando il ricco Nightingale, aveva potuto mostrare la sua classe, sostenuta da una bellezza naturale, cui dedicava il proprio tempo. Denys era già stato sposato con June, donna che lo aveva lasciato, e solo da un anno era nuovamente sposato con Georgina, conosciuta durante una gita scolastica in Spagna. L'ostilità tra i due fratelli è nota a tutti, ma Wexford è perplesso, perché nota che lo scrittore ha un aspetto molto sofferente. Però il dottor Crockett assicura a Wexford che Denys è in perfetta salute.
Nel frattempo le assidue indagini portano a varie scoperte: nel falò si trovano tracce di fibre tessili; una torcia elettrica scomparsa è ritrovata al suo posto ripulita, ma con qualche traccia del sangue di Elizabeth; una sciarpa sporca di molto sangue è stata ficcata nel cavo di un albero. Si scopre anche che Elizabeth aveva fatto un testamento legale, in cui lasciava il suo denaro a Sean Lowell, per promuoverne la carriera di cantante, e i gioielli, per un valore di circa 30.000 sterline, alla cognata Georgina. Tuttavia, quando Wexford cerca di mettere sotto pressione i Villiers, apprende da Denys che i gioielli erano tutti falsi e, fatti esaminare con il consenso di Quentin, la notizia si dimostra assolutamente veritiera.
Ormai Wexford ha poche speranze di chiudere il caso, tanto più che Quentin dichiara di voler sposare la giovane Katje, dopo sei mesi di lutto. Eppure, in una notte quasi insonne, l'ispettore capo capisce che deve conoscere meglio cosa abbia scritto Denys e si immerge nella lettura dell'ultimo saggio pubblicato dallo studioso, con dedica al cognato Quentin. All'alba, finita la lettura, si procura un mandato d'arresto e va dai Villiers. Georgina confessa subito di avere ucciso la cognata con la torcia che questa aveva in mano: la notte si era oscurata dopo le undici e Georgina, raggiunta Elizabeth alle spalle, si era impadronita della torcia elettrica, divenuta così un'arma mortale. Il movente è spiegato da Denys, che scrive una sua confessione a Wexford.
Denys aveva incontrato una donna di cui si era innamorato, ignorando che fosse la sorella da cui era stato separato. Ritrovatala sposata a Quentin, aveva consumato la passione, non diversamente dai poeti Biron e Wordsworth. Ma dapprima i due erano stati ricattati da Twobey, un domestico licenziato da Quentin, e a causa delle richieste esose di Twobey, Elizabeth aveva sperperato tutto il denaro proprio e ricavato dalla vendita dei gioielli. Poi però Denys si era sposato con Georgina, sperando che il suo legame incestuoso avesse pace, ma così non era stato. Georgina non aveva mai posseduto nulla, ma almeno voleva per sé il marito che amava. Villiers confidava in una pena mite per lei e si addossava ogni responsabilità, verso moglie, sorella e cognato. Per questo era sembrato all'ispettore così malato: era distrutto nell'intimo e non sapeva perdonarsi.

## Personaggi
- Wexford (Reg o Reginald), responsabile della polizia di Kingsmarkham.
- Michael (Mike) Burden, ispettore della squadra di Wexford.
- Martin, sergente della squadra di Wexford.
- Quentin Nightingale, gentiluomo di campagna, proprietario di Myfleet Manor.
- Elizabeth, moglie di Quentin.
- Denys Villiers,fratello di Elizabeth, scrittore e insegnante di Latino e Greco.
- Georgina, moglie di Denys.
- Katje Doorn, ragazza alla pari in casa Nightingale: è olandese.
- signora Cantrip, governante in casa Nightingale.
- Will Palmer, giardiniere anziano di casa Nightingale.
- Sean Lowell, giovane giardiniere di casa Nightingale.
- Lionel Marriott, professore di letteratura.
- Twobey, ex domestico di casa Nightingale.

## Opere derivate
Il romanzo è stato adattato nella serie televisiva Ruth Rendell Mysteries, seconda stagione, in tre episodi andati in onda dal 19 giugno al 3 luglio 1988

## Edizioni
- Ruth Rendell, Quella buia notte di settembre, Il Giallo Mondadori, Milano 1985;
- Id. Le ipotesi di Wexford, introduzione di Natalia Aspesi, Serie: Omnibus gialli, Mondadori, Milano 1992 (contiene: Quella buia notte di settembre; Caccia al kidnapper; La ragazza caduta dal cielo);